# Rio Hã (Cantão)

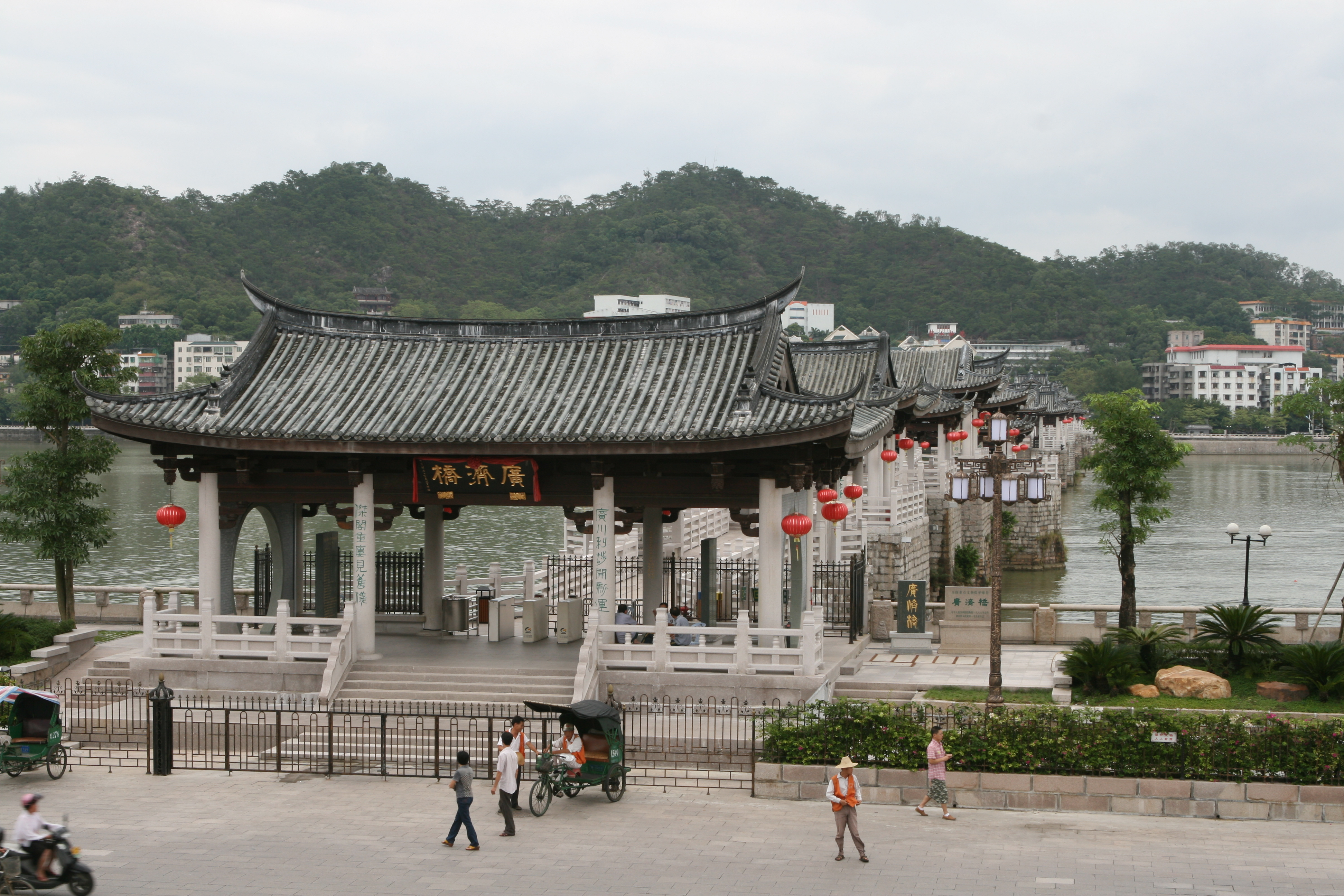
A ponte Guangji cruza o rio Hã em Chaozhou.

O rio Hã (chinês tradicional: 韓江, chinês simplificado: 韩江, pinyin: Hán Jiāng) é um rio localizado no sudeste da China, que flui para o mar da China Meridional. Está localizado principalmente no leste da província de Cantão e possui um comprimento total de 410 km.